# Jonathan Cícero Moreira
Jonathan Cícero Moreira, genannt Jonathan (* 27. Februar 1986 in Conselheiro Lafaiete) ist ein ehemaliger brasilianischer–italienischer Fußballspieler. Seine bevorzugte Position war die des rechten Verteidigers.

## Karriere

### Verein
Jonathan begann seine Karriere bei Cruzeiro Belo Horizonte, wo er ab 2005 zum Profikader gehörte. Am 24. Juli 2005 kam er beim Spiel gegen den FC Santos zu seinem ersten Einsatz in der Campeonato Brasileiro de Futebol. Sein erstes Tor erzielte er am 25. August 2007 beim Spiel gegen Corinthians São Paulo. Mit Cruzeiro Belo Horizonte gewann er 2006, 2008 und 2009 die Staatsmeisterschaft von Minas Gerais. Von Januar bis Juli 2011 stand er beim FC Santos unter Vertrag, mit dem er die Staatsmeisterschaft von São Paulo und die Copa Libertadores gewann.
Im Juli 2011 wurde er vom italienischen Traditionsverein Inter Mailand verpflichtet und mit einem Vertrag bis 2015 ausgestattet. Von Januar bis Saisonende 2012 wurde Jonathan an den FC Parma ausgeliehen und kehrte zur Saison 2012/13 zu Inter zurück. Ab der Saison 2013/2014 zeigt Jonathan konstante Leistungen. Im Juli 2014 erlitt Jonathan in einem Trainingsspiel eine Verletzung im linken Knie. Laut Aussage von des Spielers konnte die Medizinabteilung von Inter keine Verletzung feststellen. Aufgrund dessen hatte er kein Vertrauen zu den Ärzten und ließ sich am 11. Februar 2015 in Serbien operieren. Das Problem lag im Knorpel des Knies, verursacht durch ein Trauma, und ihm musste ein Stück des Meniskus entfernt werden. Inter bezahlte die Operation und Jonathan die Rehabilitation selbst.
Nach Beendigung der Saison 2014/15 lief Jonathans Vertrag mit Inter aus und er kehrte in seine Heimat zurück. Im September 2015 gab Fluminense Rio de Janeiro seine Verpflichtung bekannt. Der Kontrakt erhielt eine Laufzeit bis Jahresende 2016. Bereits im Juli 2016 wurde bekannt, dass Fluminense den Vertrag mit Jonathan nicht verlängern wird.
Für die Saison 2017 wurde Jonathan von Athletico Paranaense verpflichtet. Im März 2018 wurde der Kontrakt erneuert und bis Jahresende 2020 verlängert. Am 12. Dezember des Jahres gewann Jonathan mit dem Klub gegen Atlético Junior die Copa Sudamericana 2018 (zehn  Spiele, kein Tor). Der nächste Erfolg  kam im nächsten Jahr mit dem Copa do Brasil 2019 (drei Spiele, kein Tor). Im Februar 2021 gab der Klub das Auslaufen des Vertrages mit Jonathan bekannt.

### Nationalmannschaft
Jonathan kam für mehrere brasilianische Juniorennationalmannschaften zum Einsatz. Er nahm an der U-17-Fußball-Weltmeisterschaft 2003 teil, wo er alle Spiele bestritt und mit seinem Team den Titel gewann. Der Spieler bestätigte, dass es 2014 zu einer Anfrage des italienischen Fußballverbandes kam, da er zu der Zeit bereits die italienische Staatsbürgerschaft besaß. Die entsprechenden Dokumente zur Zulassung hätten aber nicht mehr bis zur Fußball-Weltmeisterschaft 2014 ausgestellt werden können.

## Erfolge
Nationalmannschaft
- U-17-Weltmeisterschaft: 2003

Cruzeiro
- Staatsmeisterschaft von Minas Gerais: 2006, 2008, 2009

Santos
- Staatsmeisterschaft von São Paulo: 2011
- Copa Libertadores: 2011

Fluminense
- Primeira Liga do Brasil: 2016

Athletico Paranaense
- Copa Sudamericana: 2018
- Copa do Brasil: 2019
- Staatsmeisterschaft von Paraná: 2020

## Auszeichnungen
- Bola de Ouro - Auswahl des Jahres: 2009
- Prêmio Craque do Brasileirão - Auswahl des Jahres: 2009